# Vagn Helstad
Leon Vagn Helmer Helstad (23. august 1926 i København - 25. august 1957 i Køge), var en dansk fodboldspiller som hovedsageligt spillede som forsvarsspiller.
Vagn Helstad startede karrieren i Brønshøj Boldklub. Op til OL i 1948 var han med i en 40 mand stor danske bruttotrup som eneste repræsentant fra Brønshøj.
Han skiftede i 1950 til B.93, men på grund av sygdom kunne han først to senere debutere for B.93 i 1. divisionskampen mod Skovshoved IF.
Sæsonen 1953/54 var Vagn Helstad i december med til at vinde pokalfinalen, hvor B.93 slog AB med 2-1. Efter afbud fra Børge Christensen kom Helstad med som back i næstsidste runde i 1. division mod KB, men tabte med 1-2, efter at Vagn Helstad lavede selvmål kort før tid. B.93 fik kun fik 0-0 i sidste runde mod i Køge mod Køge Boldklub, og rykkede ud af den bedste række for første gang i klubbens historie. Selvmålet gav en del avisskriverier omkring Helstads relationer til KB. Det kom frem at han skulle have været i byen med nogle KB’er aften før kampen og B.93s spilleudvalget besluttede, at Helstad efter 15 kampe på første holdet ikke længere måtte spille på nogle af klubbens hold, hvilket medførde at han skiftede til KB.
Vagn Helstad døde bare 31 år gammel i en drukningsulykke i Køge Bugt i 1957 da han forgæves forsøgte at redde sin far, der var kommet i havsnød.